# Pfarrhaus Riesstraße 27
Das ehemalige (alte) Pfarrhaus Riesstraße 27 in der niedersächsischen Gemeinde Ritterhude stammt aus dem ersten Drittel des 20. Jahrhunderts. Aktuell (2025) wird es als Wohnhaus und Praxis genutzt. Daneben steht das zugehörige Gebäude mit dem Konfirmandensaal.
Das Gebäude steht unter Denkmalschutz (siehe auch Liste der Baudenkmale in Ritterhude).

## Geschichte und Beschreibung
Die in Ritterhude geborenen Brüder Ries wanderten in den 1860er Jahren nach Amerika aus und gründeten mit ihrem dort erworbenen Vermögen mehrere Stiftungen zur Verschönerung und Verbesserung der Stadt Ritterhude. Von 1912 bis 1933 ließen sie aus Mitteln dieser Stiftungen sechs Gebäude (Turnhalle, Apotheke, Rathaus, Pfarrhaus mit Konfirmandensaalgebäude, Riesschule, Postgebäude) errichten. Das Pfarrhaus war ein Geschenk der Brüder an die Kirchengemeinde.
Das zweigeschossige traufständige verklinkerte Gebäude mit ziegelgedecktem Walmdach mit mittiger Fledermausgaube wurde 1929 nach Plänen von Regierungsbaumeister Friedrich August Wilhelm Schuckmann (Bremen) gebaut, aus Mitteln der Geschwister Ries. Die symmetrischen Fassaden wurden gestaltet durch einen mittigen Eingang, lisenenartige Vorsprünge und Backsteinverzierungen. Im Westen steht ein zugehöriger eingeschossiger Konfirmandensaal von um 1936 mit gestaffeltem Volutengiebel.
Das Landesdenkmalamt befand u. a.: „… Backsteinbau in leicht expressionistischer Formgebung …“
Der Architekt Friedrich Schuckmann hat in Ritterhude entworfen: Apotheke (1926), Rathaus (1928), Pfarrhaus (1929), Riesschule (1930) und Postgebäude (1933).